# Qachasia fastigiata
Qachasia fastigiata är en insektsart som beskrevs av Vitaly Michailovitsh Dirsh 1956. Qachasia fastigiata ingår i släktet Qachasia och familjen Lentulidae. Inga underarter finns listade i Catalogue of Life.